# Jupiter LXVII
Jupiter LXVII, cunoscut inițial ca S/2017 J 6, este un satelit natural exterior al lui Jupiter . A fost descoperit de Scott S. Sheppard⁠(d) și echipa sa în 2017, dar nu a fost anunțat până pe 17 iulie 2018, printr-un Minor Planet Electronic Circular⁠(d) de la Minor Planet Center .  Are aproximativ 2 kilometri în diametru și orbitează pe o semiaxă mare de aproximativ 22.455.000 km cu o înclinație de aproximativ 155,2°.  Aparține grupului Pasiphae .